# Tutta una vita (film 1992)
Tutta una vita è un film pornografico ad ambientazione storica del 1992, diretto da Mario Salieri. È considerato uno dei film più importanti della sua carriera. Il film è stato girato a Roma.
È stato distribuito anche in altre nazioni, in alcuni casi con una leggera riduzione della durata (93 min contro i 96 min originali), tra cui: Francia (Viva Italia!), Germania (Spiegel der Angst), Paesi Bassi, Russia (Вива Италия) e nei paesi anglofoni (Memories of a Lifetimes).
Il film Adolescenza perversa, sempre di Salieri (primo film di Selen con il regista napoletano), realizzato nel 1993, verrà distribuito sul mercato francese come Viva Italia 2!, lasciando pensare ad un sequel, per poter sfruttare la popolarità ottenuta da Tutta una vita.

## Trama
Il film è ambientato nel 1944, durante l'occupazione nazista dell'Italia. Narra la storia d'amore tra una ragazza romana e un pilota americano, che tiene nascosto nella propria cantina.
A tradire il loro segreto lo zio della ragazza, un gerarca fascista, attratto dalle nipoti. Di particolare erotismo la scena in cui lo zio assiste assieme ad Angelica (che si produce in una splendida fellatio), nascosti da uno specchio magico, alla prima notte di nozze dell'altra nipote.